# Dapitan
Dapitan – miasto na Filipinach, położone w regionie Półwysep Zamboanga, w prowincji Zamboanga del Norte, na wyspie Mindanao.

## Opis
Miasto zostało założone w 1629 roku. Miasto jest obecnie ośrodkiem turystycznym, położonym nad Morzem Sulu. W miejscowości znajduje się Port promowy Dapitan, który jest punktem przesiadkowym z Luzon i Visayas. W odległości ok. 15 km od Dapitan znajduje się Port lotniczy Dipolog. 

## Demografia

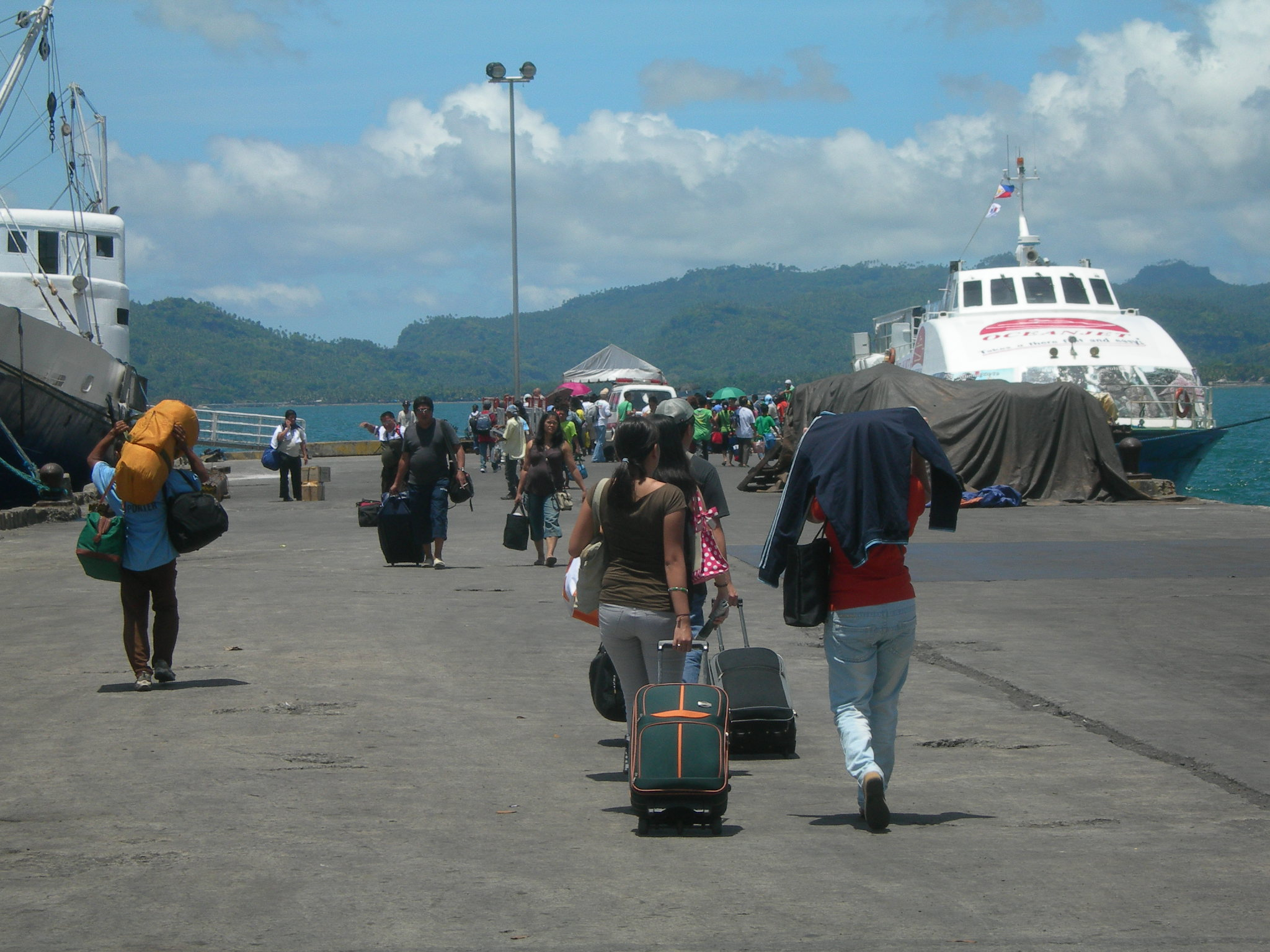
Port promowy Dapitan

## Atrakcje turystyczne
- Amusement Park - park rozrywki[2]

## Miasta partnerskie
- Litomierzyce, Czechy
- Davao, Filipiny
- Dipolog, Filipiny
- Zamboanga, Filipiny